# Lubkowo (Miastko)
Lubkowo (deutsch Georgendorf) ist ein Dorf in der Stadt- und Landgemeinde Miastko (Rummelsburg i. Pom.) im Powiat Bytowski (Bytower Kreis) der polnischen Woiwodschaft Pommern.

## Geographische Lage
Das Dorf liegt in Hinterpommern, etwa 6 ½ Kilometer nordnordöstlich von Miastko (Rummelsburg i. Pom.) und fünf Kilometer südsüdwestlich des Kirchdorfs Trzcinno (Rohr).
Südlich des Dorfs befindet sich der Rummelsburger Forst. Östlich des Dorfkerns erstreckt sich in nordöstlicher Richtung der etwa zwei Kilometer lange Schampen-See.

## Geschichte

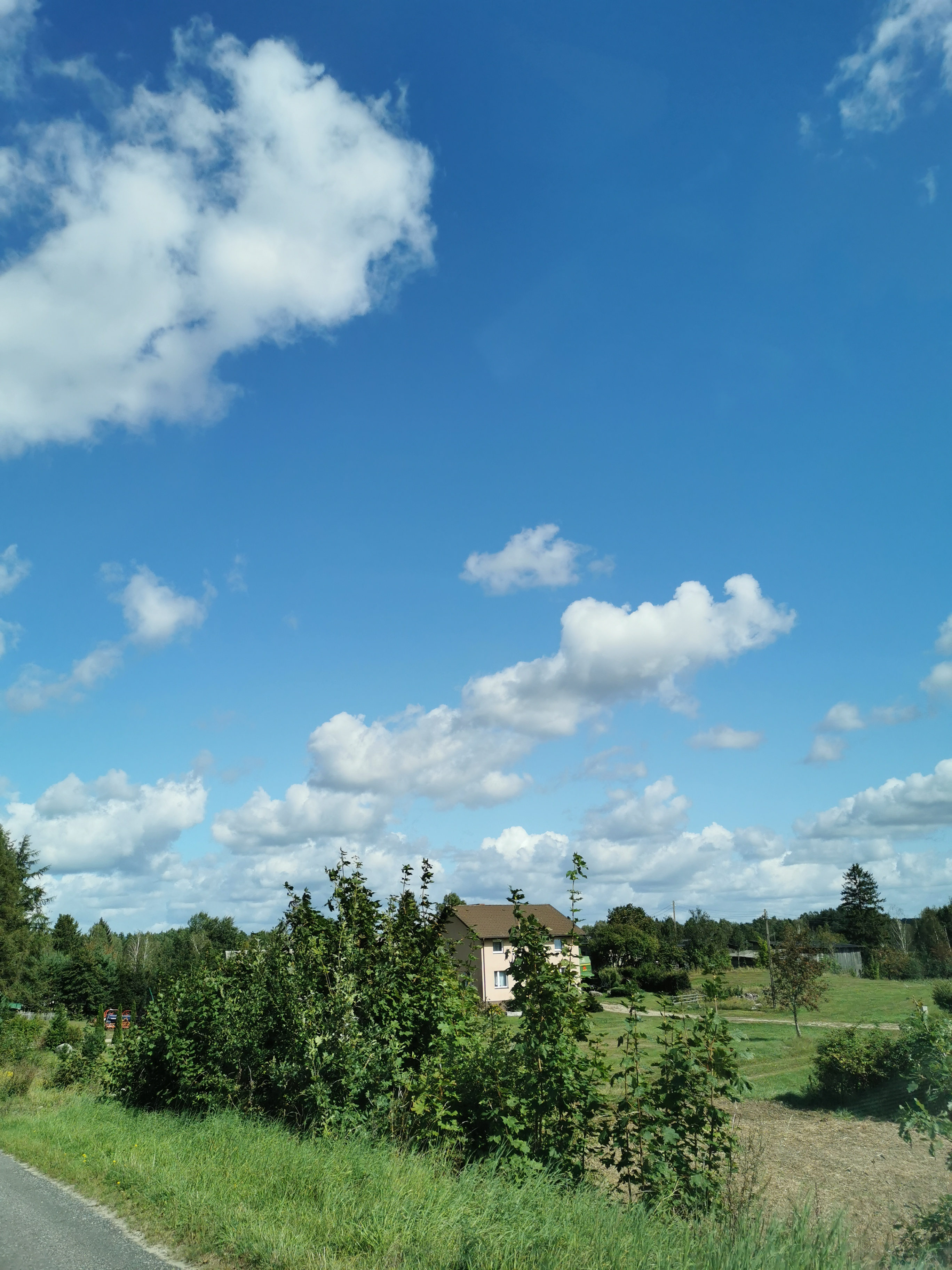
Gebäude im Dorf (2019)

Georgendorf, nordnordöstlich von Rummelsburg und südsüdwestlich des Kirchdorfs Rohr, auf einer Landkarte von 1915

Im 18. Jahrhundert war Georgendorf ein Vorwerk auf der Feldmark des Guts Rohr. Das Gut Rohr mit seinen Vorwerken befand sich um 1782 im Besitz des Valentin George Anton von Massow (* 1740; † 11. Juni 1786), Kriegs-, Domainen- und Landschaftsrat in Halberstadt. Seit der Regulierung der gutsherrlichen und bäuerlichen Verhältnisse im ersten Viertel des 19. Jahrhunderts wird  Georgendorf in den Statistiken als eigenständiges Dorf geführt.
Am 1. Dezember 1913 wurden auf der 474,1 Hektar großen Gemarkungsfläche der Landgemeinde Georgendorf 52 viehhaltende Haushaltungen gezählt, die zusammen 53 Pferde, 196 Stück Rindvieh, 22 Schafe, 330 Stück Borstenvieh, 266 Gänse, 35 Enten, 471 Hühner, sieben Truthühner und 25 Bienenstöcke hielten. Auf dem Gemeindegebiet standen 247 Apfelbäume, 111 Birnbäume, 383 Pflaumen- und Zwetschgenbäume, 338 Kirschbäume, vier Aprikosenbäume und ein Walnussbaum.
Anfang der 1930er Jahre hatte die Landgemeinde Georgendorf eine Flächengröße von 4,8 km². Innerhalb der Gemeindegrenzen standen insgesamt 47 bewohnte Wohnhäuser an zwei verschiedenen Wohnstätten:
1. Bahnhof Georgendorf
2. Georgendorf

Die Landgemeinde Georgendorf gehörte im Jahr 1945 zum Landkreis Rummelsburg im Regierungsbezirk Köslin der preußischen Provinz Pommern des Deutschen Reichs und war dem Amtsbezirk Rohr zugeordnet. Das Standesamt befand sich in Rohr.
Gegen Ende des Zweiten Weltkriegs wurde Georgendorf Anfang März 1945 von der Roten Armee besetzt. Anschließend wurde Georgendorf zusammen mit ganz Hinterpommern von der Sowjetunion der Volksrepublik Polen zur Verwaltung überlassen. In der Folgezeit wurde die einheimische Bevölkerung von der polnischen Administration aus Georgendorf vertrieben. Der Ortsname Georgendorf wurde zu „Lubkowo“ polonisiert.

### Demographie
| Jahr | Einwohner | Anmerkungen                                                          |
| ---- | --------- | -------------------------------------------------------------------- |
| 1782 | –         | Vorwerk, Georgendorf genannt, auf der Feldmark des adligen Guts Rohr |
| 1818 | 078       | Dorf, adlige Besitzung, zum Kirchspiel Treten gehörig                |
| 1864 | 357       | am 3. Dezember, Gemeindebezirk06 Morgen                              |
| 1867 | 371       | am 3. Dezember, Landgemeinde                                         |
| 1871 | 339       | am 1. Dezember, Landgemeinde, sämtlich Evangelische                  |
| 1885 | 405       | am 1. Dezember, Landgemeinde, sämtlich Evangelische                  |
| 1895 | 402       | am 2. Dezember, Landgemeinde, sämtlich Evangelische                  |
| 1910 | 302       | am 1. Dezember                                                       |
| 1925 | 280       | darunter 279 Evangelische und ein Katholik                           |
| 1933 | 295       | [ 12 ]                                                               |
| 1939 | 286       | [ 12 ]                                                               |

## Kirche

### Kirchspiel bis 1945
Die vor 1945 in Georgendorf anwesenden Dorfbewohner waren größtenteils evangelischer Konfession. Die evangelischen Einwohner waren gehörten zum evangelischen Kirchspiel Rohr im Kirchenkreis Schlawe in der Kirchenprovinz Pommern der Evangelischen Kirche der Altpreußischen Union. 
Das katholische Kirchspiel war in Rummelsburg i. Pom.

### Kirchspiel seit 1946
Die seit 1945 und Vertreibung der Einheimischen hier lebende polnische Dorfbevölkerung ist größtenteils römisch-katholisch und gehört der Römisch-katholischen Kirche in Polen an.
Hier lebenden evangelische Kirchenglieder werden von der Evangelisch-Augsburgischen Kirche in Polen betreut. Das zuständige Pfarramt ist das der Kreuzkirche in Słupsk (Stolp).